# Hulk (jedrenjak)
Hulk je vrsta malog srednjovjekovnog jedrenjaka. Najčešće je bio građen u 15. i 16. stoljeću. Služio je za trgovinu.

## Karakteristike
Hulk je jedrenjak s trima jarbolima. Pramac mu je nizak, a krma visoka. Naoružanje mu čine topovi kojih je od šest do osam. Tehnološki je prethodnik karake i karavele. Konkurirao je kogi, jedrenjaku kojim su se služili hanzeatski trgovci. Tijekom 14. stoljeća zbog tehnoloških poboljšanja i zbog općeg pomaka trgovine s baltičkih obala prema Nizozemskoj hulk je postao glavni teretni brod.
Hulkom su se služile nizinske države u Europi poput Nizozemske gdje je vjerojatno primarno bio namijenjen za plovidbu rijekama i kanalima, uz ograničeni potencijal za obalnu plovidbu.
Tijekom 15. stoljeća njegovu je ulogu preuzela karavela. 